# Chłopaki też płaczą
Chłopaki też płaczą (tytuł oryg. Forgetting Sarah Marshall) − amerykańska komedia romantyczna z 2008 roku.

## Obsada
- Jason Segel – Peter Bretter
- Kristen Bell – Sarah Marshall
- Mila Kunis – Rachel Jansen
- Russell Brand – Aldous Snow
- Bill Hader – Brian Bretter
- Liz Cackowski – Liz Bretter
- Maria Thayer – Wyoma
- Jack McBrayer – Darald
- Taylor Wily – Kemo
- Davon McDonald – Dwayne the Bartender
- Steve Landesberg – Dr Rosenbaum
- Jonah Hill – Matthew kelner
- Paul Rudd – Chuck

i inni

## Soundtrack
1. Love You Madly – Cake
2. We've Got to do Something – Infant Sorrow
3. You Can't Break a Heart and Have It – Black Francis
4. Get Me Away From Here I'm Dying – Belle & Sebastian
5. More Than Words – Aloha Sex Juice
6. Dracula's Lament – Jason Segal
7. Inside of You – Infant Sorrow
8. F*****g Boyfriend – The Bird and the Bee
9. Intensified '68 – Desmond Dekker
10. Nothing Compares 2 U – The Coconutz
11. Baby – Os Mutantes
12. These Boots Are Made For Walkin' – The Coconutz
13. A Taste for Love – The Coconutz
14. The Secret Sun – Jesse Harris
15. Everybody Hurts – The Coconutz
16. Animal Instincts – Transcenders/J7 D'Star